# Donald Cabral Reid

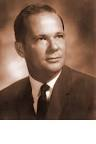
Donald Cabral Reid

Joseph Donald Cabral Reid (ur. 9 czerwca 1923 w Santiago de los Caballeros, zm. 22 lipca 2006) – dominikański przedsiębiorca, adwokat, wojskowy i polityk, syn szkockiego emigranta, ambasador ONZ w Izraelu, działacz przeciwko dyktaturze Rafaela Leonidasa Trujillo, minister spraw zagranicznych w 1963.
Po obaleniu Juana Boscha w 1963 został przewodniczącym triumwiratu rządzącego Dominikaną. Był tym samym 57. prezydentem Dominikany od 28 grudnia 1963 do 25 kwietnia 1965, kiedy to obalili go zwolennicy Boscha. Minister spraw narodowych od 1986 do 1988.